# Fujitsu Siemens
Fujitsu Siemens Computers es una marca de productos electrónicos para los mercados de Europa, Oriente Medio y África. La compañía es una "joint venture" al 50% entre Siemens AG de Alemania y Fujitsu Limited de Japón. Fue fundada el 1 de octubre de 1999 y expiraba en octubre de 2009, en noviembre de 2008 Siemens anunció que se desprendía de su 50% de la compañía por un importe de 450 millones de euros y que la venta se hará efectiva a partir del 1 de abril

## Historia
Los orígenes de la compañía hay que buscarlos en la fusión de las divisiones de PC de la finlandesa Nokia y la sueca Ericsson a mediados de los años 80. En 1991 Nokia Data fue vendida a la British International Computers Ltd (ICL) que más adelante se fusionó con Fujitsu.
Los PC Ericsson fueron famosos en los años 80 por sus formas ergonómicas y sus brillantes colores.
La línea Nokia MikroMikko de PC de sobremesa compactos se manuvo en producción en la fábrica de Kilo en Espoo, Finlandia. Todos los componentes, incluyendo las placas madre y las tarjetas de red se manufacturaban en Finlandia hasta que la producción fue trasladada a Taiwán. A nivel internacional la línea MikroMikko fue comercializada por Fujitsu como ErgoPro.
La mitad alemana de la empresa, Siemens Nixdorf Informationssysteme, fue el resultado de la fusión de Nixdorf Computer con Siemens.

## Productos

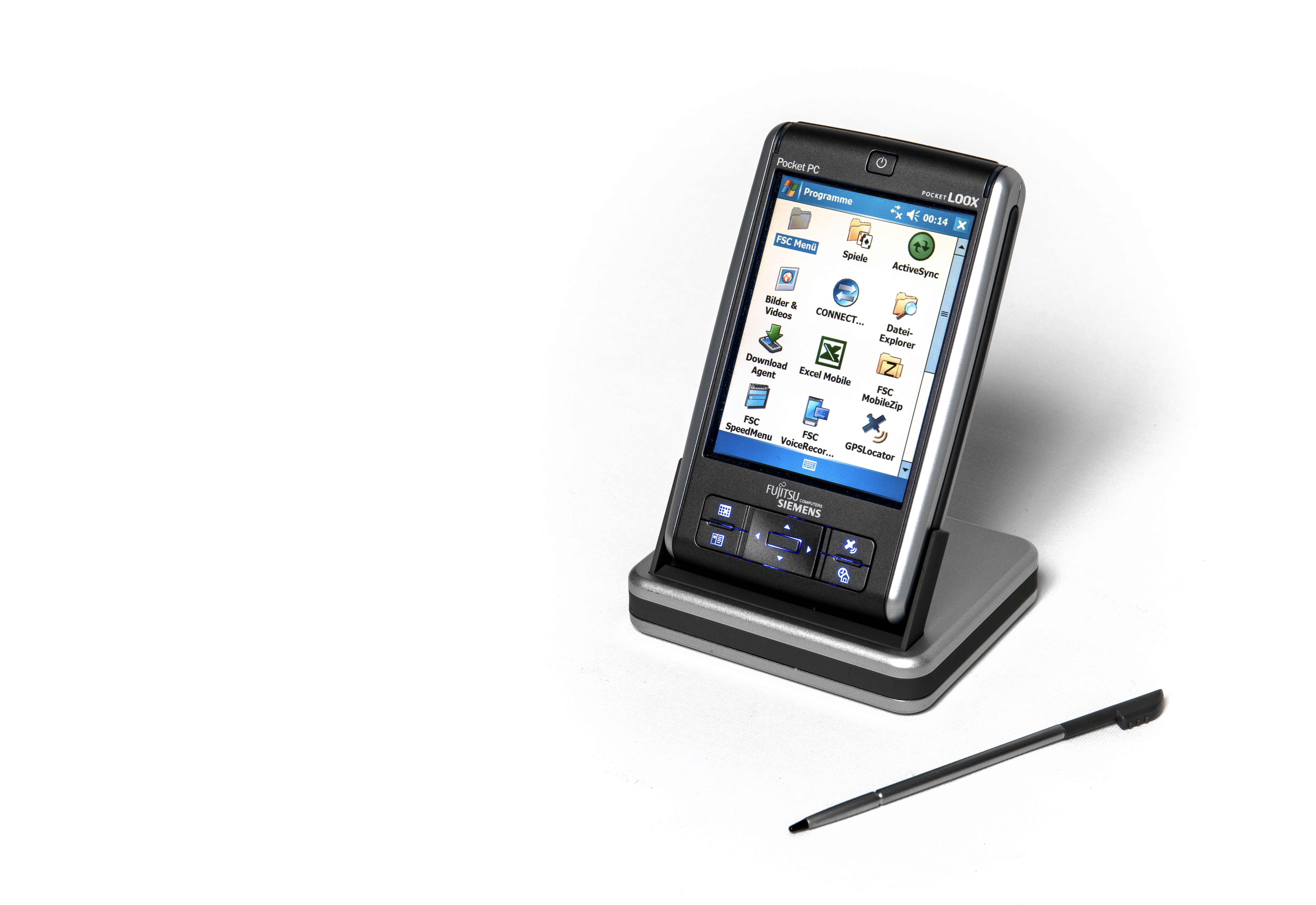
Pocket LOOX

El rango de producto de Fujitsu Siemens Computers va de servidores Unix a ordenadores portátiles, de sobremesa, periféricos y ordenadores de bolsillo o PDA. 
Su especialidad son los llamados "ordenadores verdes" por el empeño que la empresa pone en el respeto al medioambiente en todo el proceso productivo. 
Sus modelos son:
- Portátiles
  - Amilo
  - Lifebook
  - CELSIUS
  - ESPRIMO Mobile U, D, V y M series
    - ESPRIMO Mobile V Series: V5535

- Sobremesa
  - SCALEO
  - SCENIC
  - ESPRIMO
- PDAs
  - Loox

## Fábricas
Fujitsu Siemens posee fábricas en las siguientes localidades:
- Augsburgo, Alemania
- Múnich, Alemania
- Paderborn, Alemania
- Sömmerda, Alemania
- Sunnyvale, California, Estados Unidos